# Krimpertplein
Het Krimpertplein is een plein in Amsterdam-Zuidoost.
Het plein kreeg haar naam per raadsbesluit van 19 oktober 1983. Ze werd daarbij vernoemd naar de boerderij Krimpert op landgoed Verwolde nabij het Gelderse Laren.  Het autovrije plein is daarbij een open ruimte die door midden gesneden wordt door het Kelbergenpad, een kilometerslang voet- en fietspad dat door Amsterdam-Zuidoost voert. 
Aan de westzijde is het plein geheel betegeld tot aan de bebouwing met de even huisnummers 2 tot en met 60. Het plein kent aan deze zijde nog een meterslange uitloper in de vorm van een voetpad onder de bebouwing door. Aan de oostkant bevindt zich de grootste open ruimte met wat plantsoentjes tot ook hier de bebouwing begint met alleen huisnummer 5 (het enige oneven huisnummer). Alle bebouwing dateert uit de periode dat het plein werd aangelegd in de wijk Bijlmer Oost tussen 1983 en 1986.
Het plein kent een curieus artistiek kunstwerk in de vorm van Now speak! van Amalia Pica. Het beeld verscheen op het plein na een nieuwe indeling van het plein (2019).

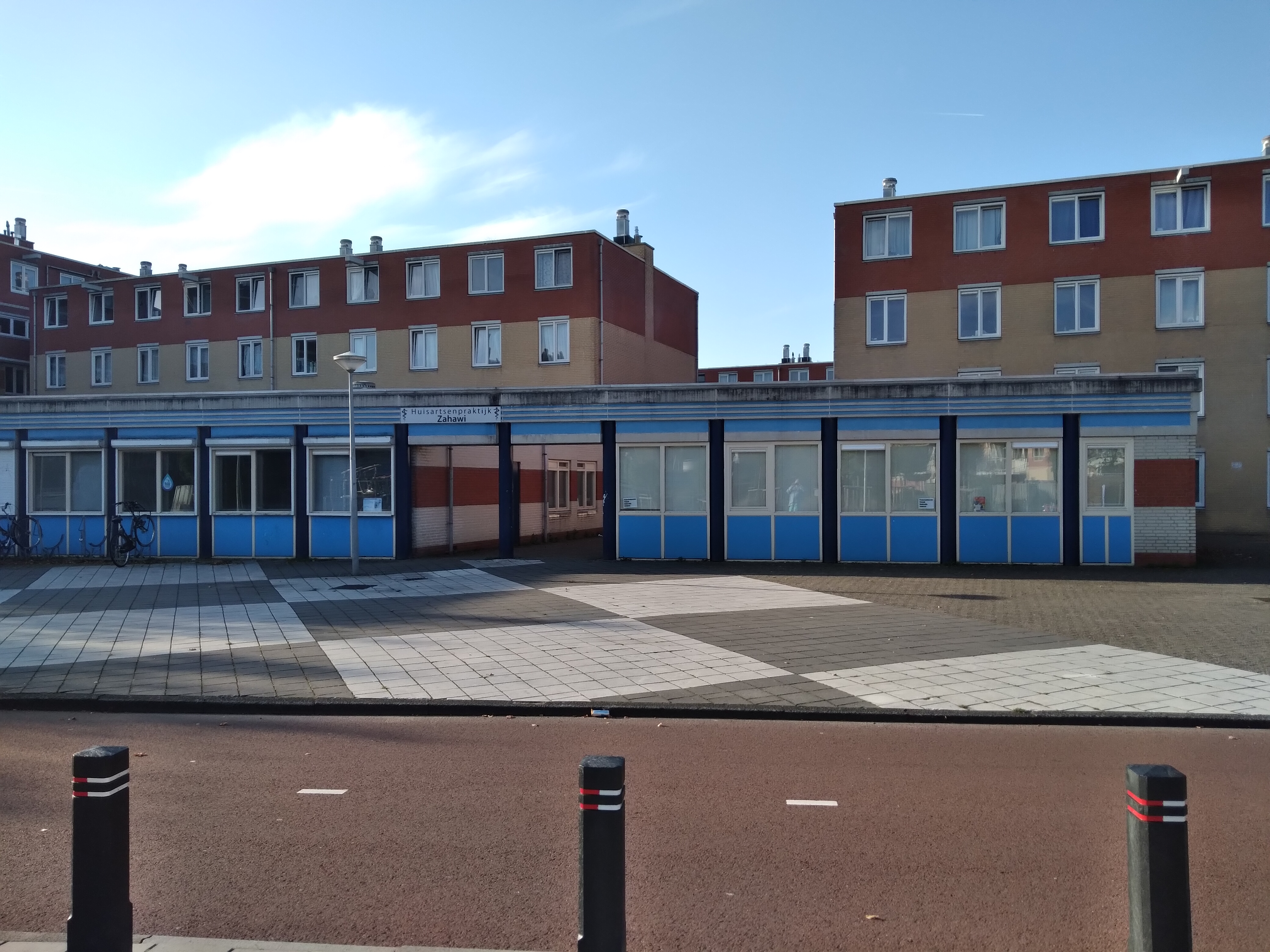
Even zijde van Krimpertplein (oktober 2021)